# COVID-19-Pandemie in Kasachstan
Die COVID-19-Pandemie in Kasachstan tritt als regionales Teilgeschehen des weltweiten Ausbruchs der Atemwegserkrankung COVID-19 auf und beruht auf Infektionen mit dem Ende 2019 neu aufgetretenen Virus SARS-CoV-2 aus der Familie der Coronaviren. Die COVID-19-Pandemie breitet sich seit Dezember 2019 von China ausgehend aus. Ab dem 11. März 2020 stufte die Weltgesundheitsorganisation (WHO) das Ausbruchsgeschehen des neuartigen Coronavirus als Pandemie ein.

## Verlauf
Am 13. März 2020 wurden die ersten beiden COVID-19-Fälle in Kasachstan bestätigt. Es handelte sich um Reiserückkehrer aus Deutschland. In den WHO-Situationsberichten tauchten die ersten sechs Fälle erstmals am 15. März 2020 auf.
Bis zum 9. April 2020 wurden von der WHO 727 COVID-19-Fälle und sieben Todesfälle in Kasachstan bestätigt.

## Statistik
Die Fallzahlen entwickelten sich während der COVID-19-Pandemie in Kasachstan wie folgt:

Anzahl der bestätigten Infektionen (blau) und Todesfälle (rot) nach Angaben der WHO. Logarithmische Darstellung der y-Achse.

### Infektionen

Bestätigte Infizierte in Kasachstan nach Daten der WHO. Oben kumuliert, unten Tageswerte

### Todesfälle

Bestätigte Todesfälle in Kasachstan nach Daten der WHO. Oben kumuliert, unten Tageswerte